# Вахим
Вахим (узб. Vaxim / Вахим) — посёлок городского типа, расположенный на территории Шахриханского района Андижанской области Республики Узбекистан.

Статус посёлка городского типа с 2009 года.